# خوان یوردان
جوآن خوردن (انگلیسی: Joan Jordán؛ زادهٔ ۶ ژوئیهٔ ۱۹۹۴) بازیکن فوتبال اهل اسپانیا است.
از باشگاه‌هایی که در آن بازی کرده‌است می‌توان به باشگاه فوتبال اسپانیول، باشگاه فوتبال رئال وایادولید، باشگاه فوتبال ایبار، و باشگاه فوتبال سویا اشاره کرد.
وی همچنین در تیم ملی فوتبال کاتالونیا بازی کرده‌است.